# Стадион Алберт Флоријан
Стадион Алберта Флоријана (мађ. Albet Flórián Stadion) је фудбалски стадион који се налази у Будимпешти у Мађарској. Највише се користи за фудбал. Реновирањем и прилагођавањем новим правилима ФИФА и УЕФА капацитет стадиона је на 9.159 седења, 18.734 стајања и 1.612 почасних места.

## Историјат

### Прошлост
Први стадион на Илешком путу (Üllői út), је почео са изградњом 1910. годин, а завршен 12. фебруара 1911. године.
Прву утакмицу на стадиону Ференцварош је одиграо против МТК и победио је са резултатом 2:1. У тадашњој екипи Ференцвароша је играо и Имре Шлосер, а играли су још и Фриц, Манглиц, Вајнбер, Броди, Пајер, Сетлер, Вајс, Короди, и Борбаш.
Током 1971. године, срушено је старо здање и кренуло се са изградњом новог стадиона. На 75. годишњицу постојаља клуба 19. маја 1974. је отворен стадион, утакмицом ветерана Ференцвароша и Вашаша. Први гол је постигао Новак а крајњи резултат је био 4:4.

### Данас
Старо име Илеи ут стадион (Üllői úti Stadion) је 21. децембра 2007. године промењен у Стадион Флоријана Алберта у част легенде мађарског фудбала из шездесетих година 20. века Флоријана Алберта.